# Краусс, Отто (режиссёр)
Отто Краусс (нем. Otto Krauß; 1890, Хайльбронн — 1966, Хайльбронн) — немецкий театральный режиссёр.
Представитель режиссёрской династии. Получил образование во Франкфурте-на-Майне, Веймаре и Мюнхене как дирижёр, певец и актёр, изучал также в Ростоке немецкую литературу и историю искусства. Затем, после смерти своего отца, вместе с братом возглавил театр в своём родном городе. В 1914—1918 гг. участник Первой мировой войны. После войны работал в Ростоке и Нюрнберге, в середине 1920-х гг. главный режиссёр Баденского земельного театра в Карлсруэ, вместе с дирижёром Фердинандом Вагнером осуществил состоявшуюся 28 декабря 1925 года премьеру оперы-балета Клаудио Монтеверди «Балет неблагодарных» в новой редакции Карла Орфа — первое сценическое представление этого произведения начиная с XVII века.
В 1929 г. занял должность главного режиссёра и и. о. директора Шарлоттенбургской оперы. С 1932 г. референт НСДАП по вопросам театра, был одним из основателей Союза борьбы за немецкую культуру. В 1933—1937 гг. генеральный директор Вюртембергской оперы в Штутгарте. В 1937—1945 гг. генеральный директор Дюссельдорфского городского театра. По окончании Второй мировой войны работал режиссёром в Кобленце.